# Rota Vergilii
La Rota Vergilii (o Virgilii o Dottrina degli Stili) è una concezione letteraria che fiorì nel corso del Medioevo, secondo cui ci sono tre livelli stilistici (semplice, medio, elevato) cui il letterato deve attenersi. Tale dottrina prende il nome da Virgilio in quanto i tre gradi stilistici corrisponderebbero alle tre opere (Bucoliche, Georgiche ed Eneide) del letterato latino.

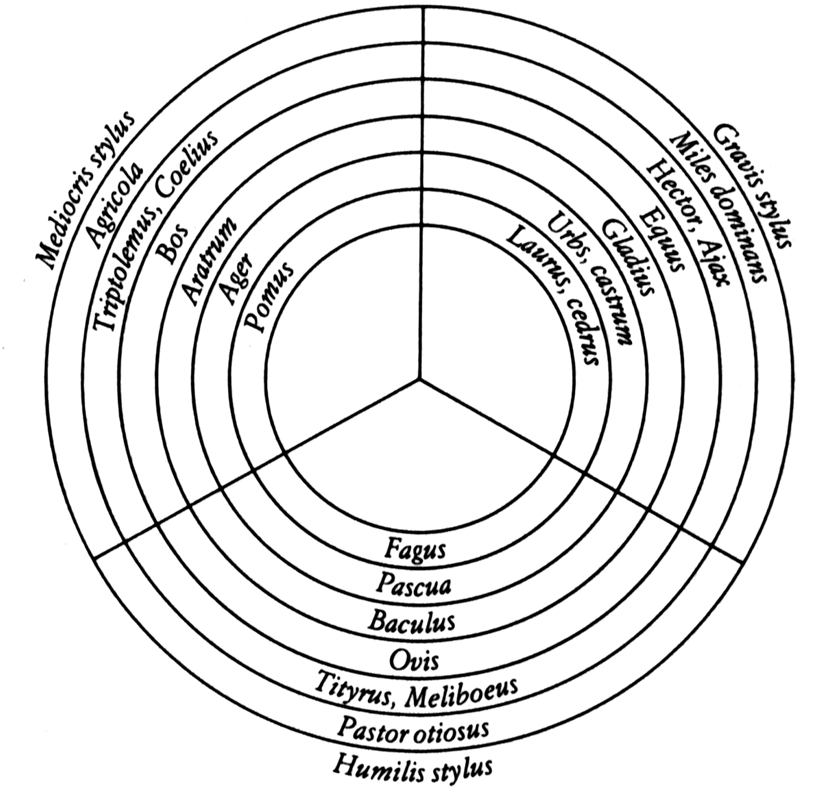
La Rota Vergilii

## Storia

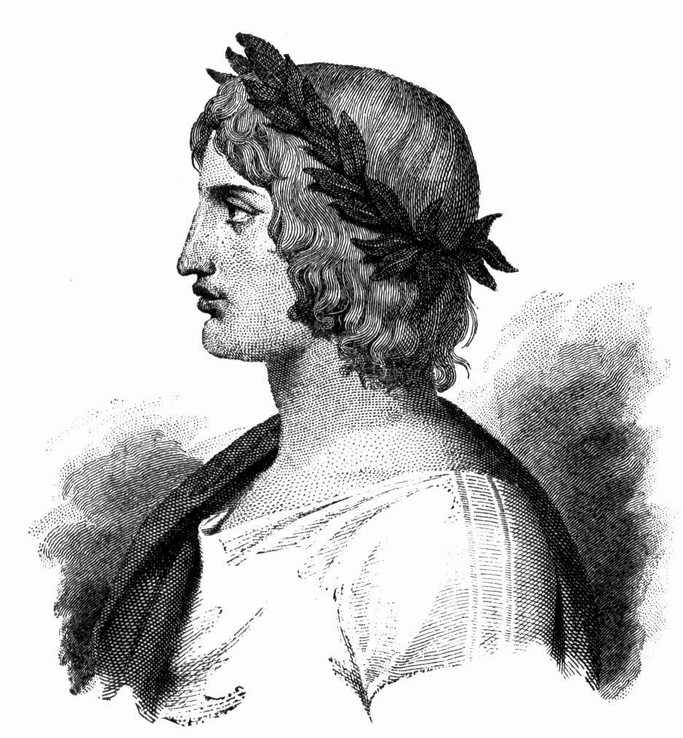
Publio Virgilio Marone

### L'antichità classica
La dottrina degli stili, che trovò la sua massima applicazione nella Divina Commedia di Dante Alighieri, era una teoria letteraria ampiamente diffusa nell'età medievale, che trovava le sue radici nei canoni stilistici dell'età antica. Essa infatti era già stata elaborata, nel corso del I secolo a.C, nella Rhetorica ad Herennium, seguita poi dall'Orator di Cicerone ed infine dall'Ars Poetica di Orazio. Successivamente, il grammatico tardo-antico Elio Donato, nei Commentarii in Eclogas (facenti parte dei Commentarii Vergiliani) legò ai tre stili le tre opere virgiliane sopracitate:
(Commentari in Eclogas, 9)
Donato attribuisce le Bucoliche al genere più basso (humilis), le Georgiche al medio (mediocria) e l'Eneide a quello elevato (alta). Dal IV secolo in avanti, grazie all'impulso dato anche dal commento di Servio Mario Onorato e alla concomitante fortuna di Virgilio nel corso del Medioevo, la Rota Vergilii si impose nella cultura, rendendo Virgililo un'auctoritas indiscutibile nella letteratura altomedievale, come attestato dagli Scholia Vindobonensia ad Horatii Artem poeticam, commentari carolingi all'Ars poetica in cui si scrive:
Presso la critica letteraria italiana moderna, la Rota Vergilii è stata oggetto di studio da parte del filologo italiano Cesare Segre, il quale ha dato questa definizione della tripartizione stilistica in voga presso i medievali, definizione estremamente utile per comprendere il terreno su cui operò stilisticamente Dante nella sua produzione poetica:
(Segre, pp. 310-311)

### LaDivina Commedia

#### L'epistola a Cangrande della Scala
Nella tredicesima epistola, Dante espone al signore di Verona, Cangrande della Scala, la lettura corretta della sua Commedia. La lettera, la cui attribuzione a Dante è ancora oggi messa, in alcuni punti, in discussione, espone la dottrina della Rota Vergilii, attraverso l'analisi etimologica dello stesso titolo, Comedìa. Dopo, il poeta parte con l'analisi differenziale tra il genere comico e quello tragico, prendendo spunto dall'auctoritas di Orazio:
(Epistola XIII, 30)
La spiegazione per cui l'opera, nonostante questa diversità stilistica, si chiama Commedia, è dovuta al fatto che la tragedia fa iniziare la trama in un clima sereno, per poi terminare in malo modo; al contrario, la commedia inizia tragicamente, per terminare nella pace e nella risoluzione del problema originario

#### L'Inferno

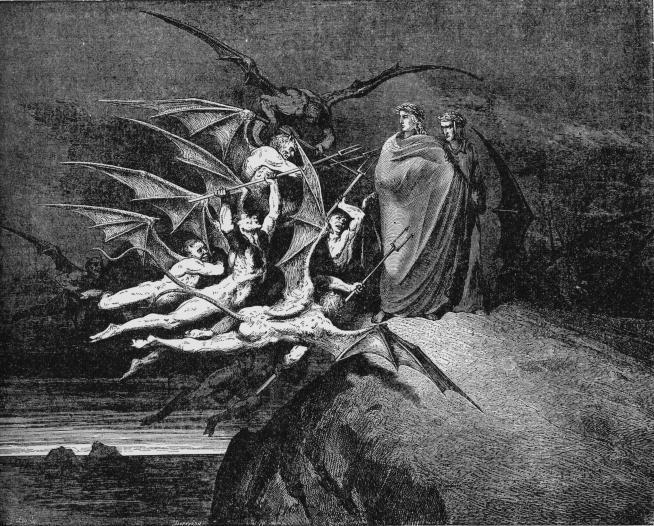
Gustave Doré, Inferno canto XXI. L'incisione riporta l'incontro con i Malebranche, episodio facente parte più in generale dei "canti dei barattieri" caratterizzato da una forte vena comico-realistica.

Dante, nella stesura della Commedia, seguì la dottrina degli stili, ancora all'apice tra il XIII e il XIV secolo (come testimoniato dallo stesso De Vulgari Eloquentia, II 4). Secondo la critica, le tre cantiche corrisponderebbero ai tre stili umile, elegiaco e tragico, deducendo ciò dalle stesse dichiarazioni dell'Alighieri nel corso del sommo poema. Nella cantica dell'Inferno, Dante cita due il termine Comedìa per indicare il più basso dei tre livelli stilistici, cioè lo stile comico, per l'appunto: la prima volta in If XVI, 128-129, nel girone dei sodomiti; la seconda volta, in If XXI, 1-3, il secondo dei tre canti in cui Dante e Virgilio sono accompagnati dalla ''masnada'' di Malacoda e degli altri diavoli suoi compagni. In entrambi i casi, si è in presenza della trattazione di argomenti bassi, vili, in cui il degrado morale dovuto al dominio del male e del peccato trasfigura la realtà circostante; ancor di più, però, il canto XXI, con le zuffe tra i diavoli e Ciampolo di Navarra, rievoca fortemente la corruzione civica e i tranelli che i mercanti escogitavano a danno del prossimo. In generale, l'intera cantica infernale è caratterizzata da questa tonalità narrativa, anche se non mancano degli episodi in cui il lirismo dantesco si svincola dallo stile comico: gli incontri con Paolo e Francesca, con Farinata e Cavalcanti e con Ulisse sono delle eccezioni. Il critico Erich Auerbach è stato il primo a sottolineare questa "confusione degli stili", specialmente nell'episodio di Farinata, ove alla sua solennità si contrappone la pateticità di Cavalcanti:
(Auerbach, p. 200)

#### IlPurgatorio
omai la navicella del mio ingegno"
"Ma qui la morta poesì resurga, /
o sante Muse, poi che vostro sono; /
e qui Calïopè alquanto surga"»
(Purgatorio, I, vv. 1-2; 7-9)
La seconda cantica, necessariamente, comporta un'elevazione di stile: dalla «morta posì» dell'Inferno si passa al regno dell'espiazione dei peccati, in cui la Grazia divina è già presente, benché sia ancora attenuata dalle diverse pene espiatorie che si espletano nelle cornici della montagna. Questa dimensione posta a metà tra le sofferenze infernali e le gioie celesti, ove i «dolori...sono sempre più temperati da una dolce speranza, e da un sentimento di sicurezza» si riverbera sullo stesso repertorio stilistico, comportandone un «alleviamento» tonale. Per questo motivo, episodi pregni di crudezza tematica come quello di Buonconte da Montefeltro, il cui corpo mortale viene sfregiato da un diavolo irretito per aver perso una potenziale anima dannata (Pg V, 103-129), non suscita quell'orrore provato nell'Inferno, in quanto tutto è proiettato ormai nell'ottica della Salvezza.

#### IlParadiso

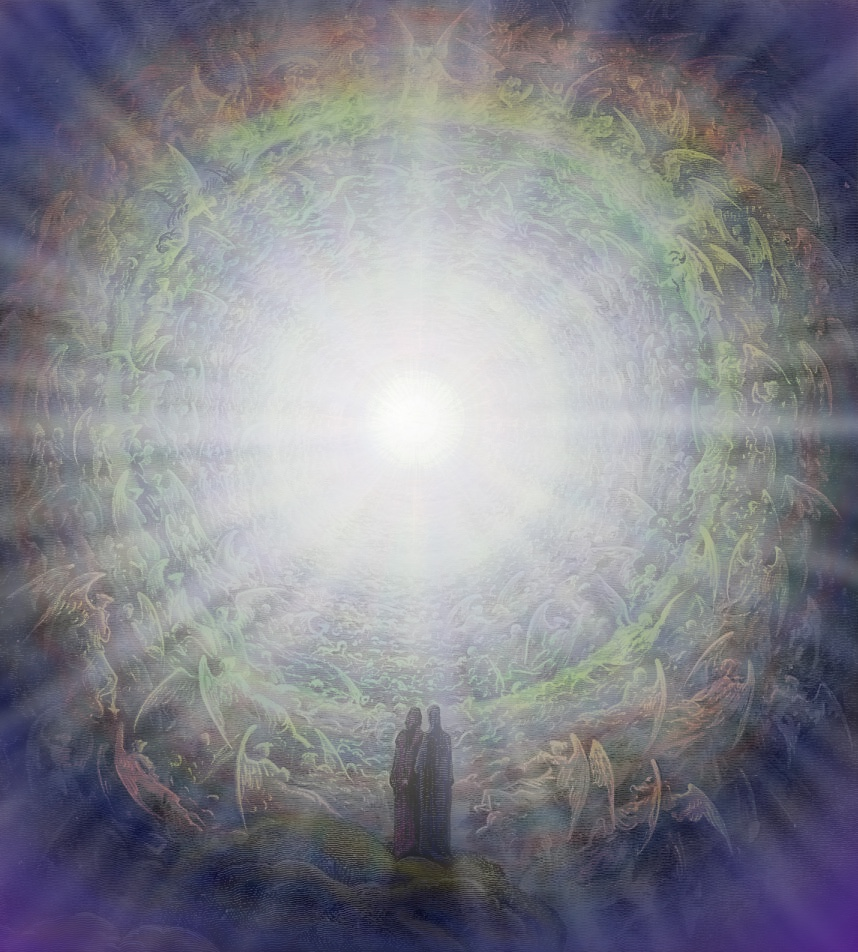
Dante e Beatrice osservano l'Empireo, incisione colorata dell'originale di Gustave Doré.

L'ultima cantica spinge il poeta ad elevare il più possibile la sua poesia, affinché possa essere degna di cantare l'inesprimibile. La poesia del paradiso, infatti, deve descrivere la luce e la realtà perfetta di un luogo cui la vista di Dante non può reggere, senza l'aiuto divino (e di Beatrice, in quanto figura Christi): «Esprimere l'immateriale e il trascendente con gli strumenti della parola poetica è allora il compito che attende il pellegrino nel compimento del suo itinerario verso Dio»], scrive Luca Ghirimoldi. I canti, le espressioni luminose e i movimenti compiuti dai beati spingono Dante ad usare una terminologia nobile, ricca di latinismi e di termini filosofico-teologici (lo stile tragico, appunto), visto il continuo riferimento alla dottrina tomismo. Man mano che il percorso avanza, l'«alta fantasia» comincia a scemare: Dante proverà sempre più difficoltà a descrivere la realtà che lo circonda, nel momento in cui si sta appropinquando alla visione di Dio, finché non cade in uno stato d'afasia allorché rimane pienamente appagato.